# Roderick Briffa
Roderick Briffa (Birkirkara, 24 de agosto de 1981) é um futebolista maltês que atua como lateral-direito ou volante. Atualmente joga pelo Gżira United.

## Carreira
Sua carreira é ligada a 2 clubes: o Birkirkara, onde se profissionalizou em 1998 e jogou até 2011 (105 partidas e 11 gols), e o Valletta, pelo qual atuou entre 2009 e 2017 (151 partidas e 17 gols) e conquistou 8 títulos. Briffa ainda passou por Pietà Hotspurs (2001-02, por empréstimo) e Sliema Wanderers (20 jogos e 4 gols entre 2007 e 2009). Desde 2017, atua pelo Gżira United.

## Seleção Maltesa
Com passagem pelas seleções de base de Malta, Briffa estreou pela equipe principal em dezembro de 2003, contra a Seleção Polonesa. É o sexto jogador que mais defendeu os Cavaleiros de São João, com 100 partidas - feito obtido em novembro de 2018, quando Malta enfrentou o Kosovo, pela Liga das Nações da UEFA D. Este jogo terminou 5 a 0 para os balcânicos.
O único gol do lateral foi em outubro de 2012, na derrota por 3 a 1 para a República Checa, pelas eliminatórias europeias da Copa de 2014.

## Títulos
Birkirkara
- Campeonato Maltês: 2 (1999–2000 e 2005–06)
- Copa de Malta: 2 (2002–03 e 2004–05)
- Supercopa de Malta: 2 (1998–99 e 1999–2000)

Valletta
- Campeonato Maltês: 4 (2010–11, 2011–12, 2013–14 e 2015–16)
- Copa de Malta: 2 (2009–10 e 2013–14)
- Supercopa de Malta: 2 (2011 e 2012)

### Individuais
- Futebolista Maltês do Ano: 2011

## Links
- Roderick Briffa - MaltaFootball.com
- Roderick Briffa em National-Football-Teams.com